# Glycichaera fallax
Glycichaera fallax é uma espécie de ave da família Meliphagidae. É a única espécie do género Glycichaera.
Pode ser encontrada nos seguintes países: Austrália, Indonésia e Papua-Nova Guiné.
Os seus habitats naturais são: florestas subtropicais ou tropicais húmidas de baixa altitude.